# Brian Stokes Mitchell
Brian Stokes Mitchell, född 31 oktober 1957 i Seattle, är en amerikansk skådespelare.
Buza har bland annat medverkat i TV-serien Mr. Robot. Han har även medverkat i filmerna Prinsen av Egypten och Shirley.

## Filmografi (i urval)
- 1998 – Prinsen av Egypten
- 2015–2016 – Mr. Robot (TV-serie)
- 2024 – Shirley